# 저메인 페넌트
저메인 로이드 페넌트(Jermaine Lloyd Pennant, 1983년 1월 15일 ~ )는 잉글랜드의 전 축구 선수이다.